# Arthur Reinmann
Arthur Reinmann (Oberaargau, 1901 – Oberaargau, 1983) è stato un sollevatore svizzero.
Ha partecipato alle Olimpiadi di Parigi 1924 e di Amsterdam 1928 nei pesi piuma, terminando rispettivamente al 3º e al 5º posto.

## Palmarès

### Olimpiadi
- Bronzo a Parigi 1924 nei pesi piuma.